# Tököl

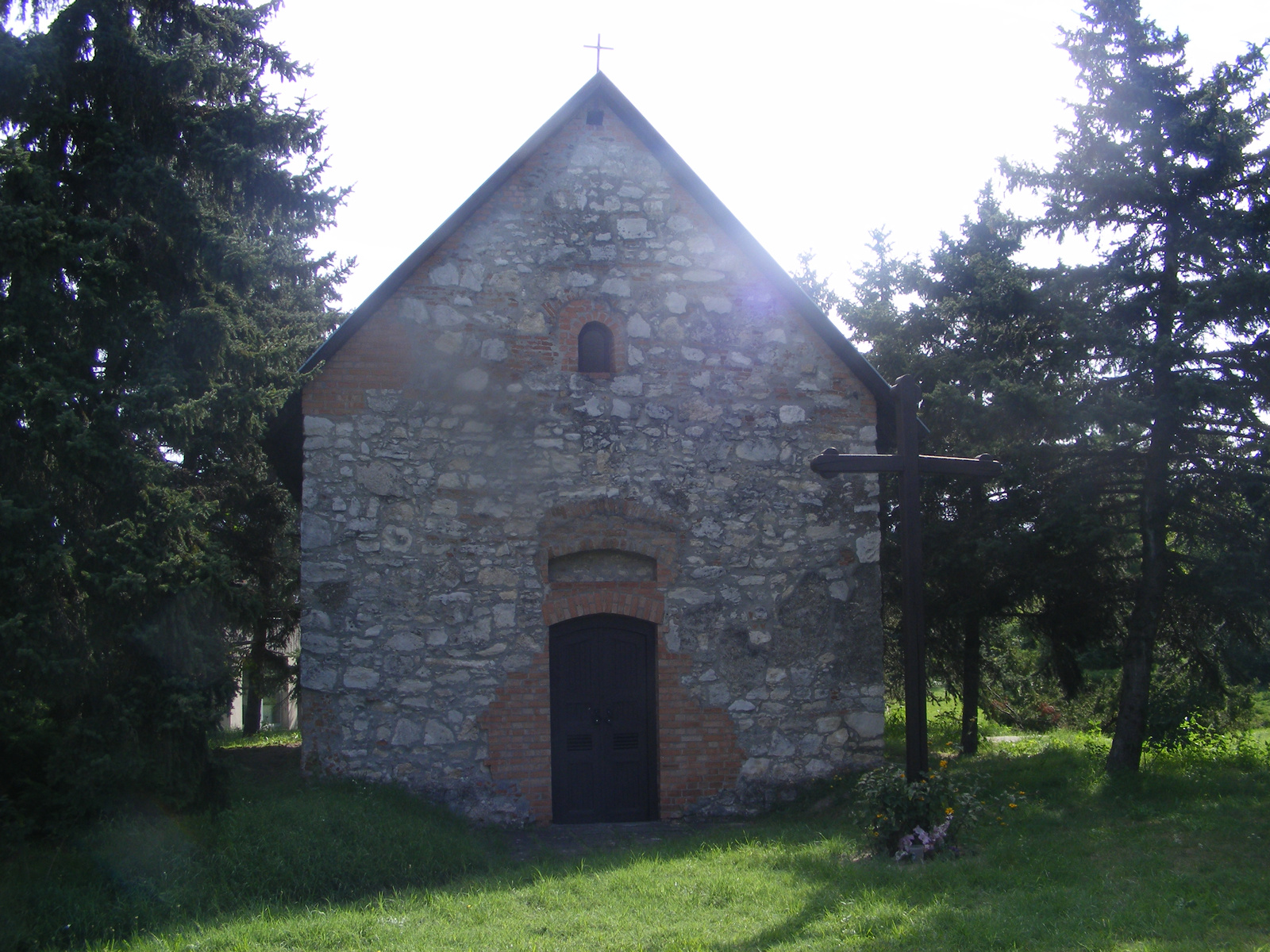
St Annas kapell.

Tököl (serbokroatiska: Tukulja) är en stad i Ungern med 10 235 invånare (2019).